# UFC 103
UFC 103: Franklin vs. Belfort  è stato un evento di arti marziali miste tenuto dalla Ultimate Fighting Championship il 19 settembre 2009 all'American Airlines Center di Dallas, Stati Uniti d'America.

## Retroscena
L'evento venne trasmesso in contemporanea con quello di pugilato che prevedeva il superfight tra Floyd Mayweather Jr. e Juan Manuel Márquez.
Inizialmente il main match doveva essere la rivincita tra Rich Franklin e Dan Henderson, ma per valore dei fan Dana White tolse Henderson dalla sfida sostituendolo con Vítor Belfort, il quale avrebbe ottenuto una chance per il titolo dei pesi medi in caso di vittoria.
Era in programma la sfida tra Martin Kampmann e Mike Swick per un posto come contendente al titolo dei pesi welter, ma Swick s'infortunò e venne sostituito con il debuttante Paul Daley.
I lottatori Steve Steinbeiss e Aaron Simpson avrebbero dovuto prendere parte all'evento con match differenti, ma entrambi vennero spostati ad altri eventi.
Rafael dos Anjos avrebbe dovuto affrontare Matt Wiman, ma quest'ultimo s'infortunò al ginocchio e venne sostituito con Rob Emerson; stessa sorte toccò a Thiago Tavares, che di conseguenza venne rimpiazzato con Steve Lopez nella sfida contro Jim Miller.
Rafaello Oliveira avrebbe dovuto vedersela con Dan Lauzon, ma quest'ultimo ebbe un acciacco alla schiena e venne sostituito con Nik Lentz.

## Risultati

### Card preliminare
- Incontro categoria Pesi Leggeri:  Rob Emerson contro  Rafael dos Anjos

dos Anjos sconfisse Emerson per decisione unanime (30–27, 30–27, 30–27).
- Incontro categoria Pesi Mediomassimi:  Vladimir Matyushenko contro  Igor Pokrajac

Matyushenko sconfisse Pokrajac per decisione unanime (30–27, 30–27, 30–27).
- Incontro categoria Pesi Mediomassimi:  Eliot Marshall contro  Jason Brilz

Marshall sconfisse Brilz per decisione divisa (28–30, 30–27, 30–27).
- Incontro categoria Pesi Welter:  Rick Story contro  Brian Foster

Story sconfisse Foster per sottomissione (strangolamento triangolare) a 1:09 del secondo round.
- Incontro categoria Pesi Leggeri:  Nik Lentz contro  Rafaello Oliveira

Lentz sconfisse Oliveira per decisione unanime (29–28, 29–28, 30–27).
- Incontro categoria Pesi Leggeri:  Jim Miller contro  Steve Lopez

Miller sconfisse Lopez per KO Tecnico (infortunio) a 0:48 del secondo round.
- Incontro categoria Pesi Medi:  Drew McFedries contro  Tomasz Drwal

Drwal sconfisse McFedries per sottomissione (strangolamento da dietro) a 1:03 del secondo round.
- Incontro categoria Pesi Leggeri:  Efrain Escudero contro  Cole Miller

Escudero sconfisse Miller per KO Tecnico (pugni) a 3:36 del primo round.

### Card principale
- Incontro categoria Catchweight (159 lb):  Tyson Griffin contro  Hermes França

Griffin sconfisse França per KO (pugni) a 3:24 del secondo round.
- Incontro categoria Pesi Welter:  Josh Koscheck contro  Frank Trigg

Koscheck sconfisse Trigg per KO Tecnico (pugni) a 1:25 del primo round.
- Incontro categoria Pesi Welter:  Martin Kampmann contro  Paul Daley

Daley sconfisse Kampmann per KO Tecnico (pugni) a 2:31 del primo round.
- Incontro categoria Pesi Massimi:  Mirko Filipović contro  Junior dos Santos

dos Santos sconfisse Filipović per sottomissione (infortunio all'occhio per pugno) a 2:00 del terzo round.
- Incontro categoria Catchweight (195 lb):  Rich Franklin contro  Vítor Belfort

Belfort sconfisse Franklin per KO Tecnico (pugni) a 3:02 del primo round.

## Premi
Ai vincitori sono stati assegnati 65.000$ per i seguenti premi:
- Fight of the Night:  Rick Story contro  Brian Foster
- Knockout of the Night:  Vítor Belfort
- Submission of the Night:  Rick Story